# 고후 공습

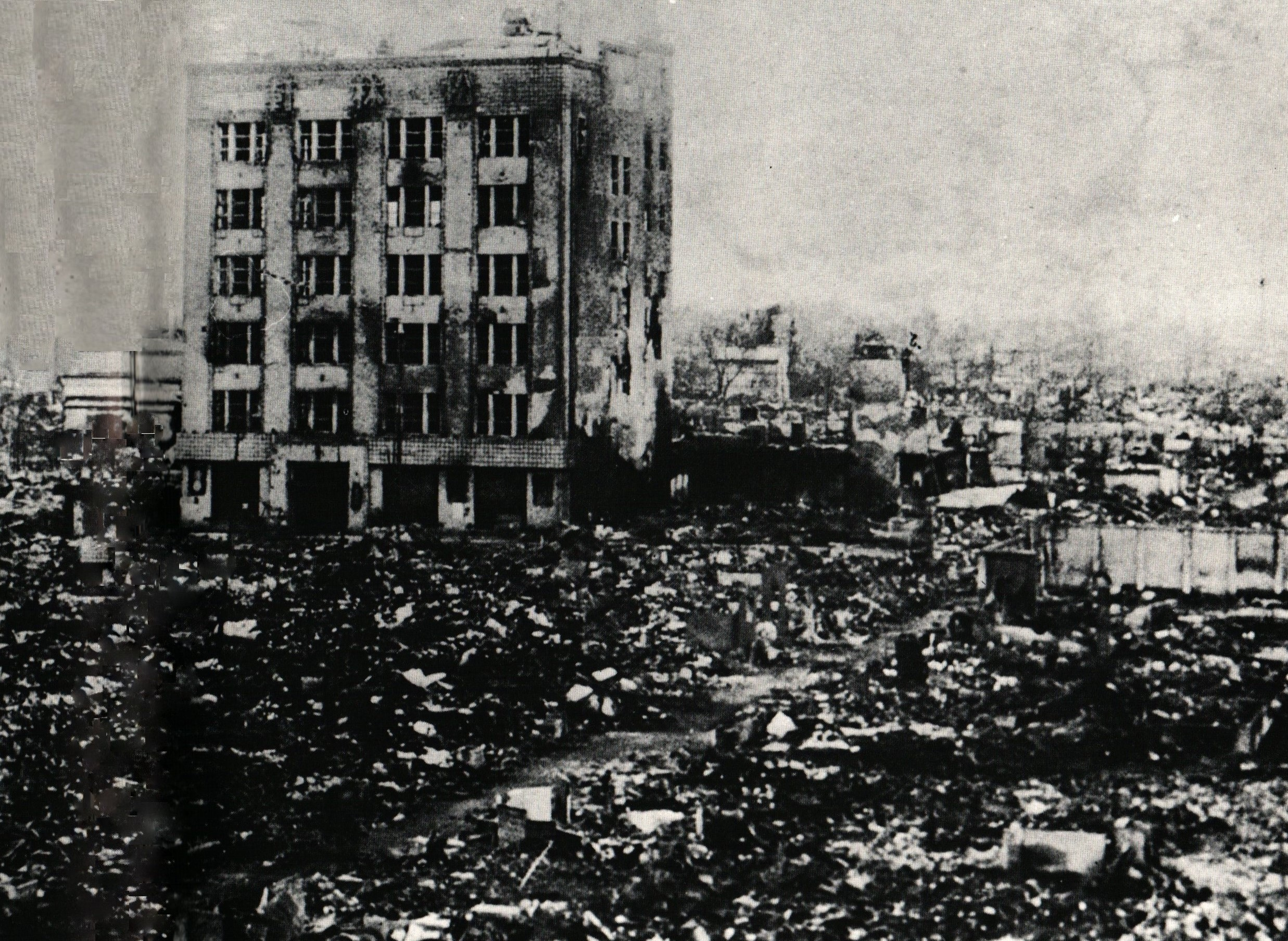
1945년 공습 이후 파괴된 고후시

제2차 세계 대전 기간의 고후 폭격은 고후 공습(일본어: 甲府空襲 고후구슈[*])라고도 부르며 제2차 세계 대전 기간 중 일본 전역 수행 기간인 1945년 7월 6-7일 사이 있었던 미국 공군의 일본 야마나시현 고후시에 대한 전략폭격 작전이다.

## 배경
고후시는 야마나시현의 중심지로 농촌 지역 한가운데에 자리잡은 중규모 도시였다. 이곳에 사는 많은 주민들은 주변의 산들이 보호를 해줄 것이라고 생각하고 있었고, 군사적으로 중요한 목표가 없어 미군이 고후를 타격하지 않고 넘어갈 것이라고 생각했다. 도쿄의 수많은 주민들이 미군의 폭격을 피해 고후로 이주했다. 이 중에는 유명 작가인 다자이 오사무와 이부세 마스지도 포함되어 있었다. 하지만 고후 근처에는 일본의 명물인 후지산이 있었고, 태평양 전쟁 말기 일본에 대한 전략폭격이 많아지자 미군 폭격기들은 도쿄나 나가노현으로 갈 때 고고도에서 지나치면서 고후 주민들은 미군 폭격기에 익숙해졌다. 나중엔 고후 시가 1차 목표를 타격하지 못했을 때 대신 타격하는 2차 목표가 되었으나 약간의 폭격으로 피해는 미미했고 1945년 3월까진 민방위가 소집되지 않았다. 그러나 지하수 수위가 너무 높아서 방공호 건설은 사실상 불가능했으며, 민간인 소방 훈련을 위한 도나리구미를 동원한 훈련은 제한적이었다.

## 공습
고후에 대한 소이폭격은 1945년 7월 6-7일 사이 밤, 미국 육군 항공대(USAAF) 소속 보잉 B-29 슈퍼포트리스가 고후 시내에 소이탄 13개를 투하하면서 시작되었다. 미군 제39폭격군과 제330폭격편대 두 편대의 B-29 230기가 고후 시를 융단폭격했다. 하지만 도시가 구름으로 덮여 저고도 폭격은 하지 못했으며 고도 13,400-14,600ft(4,084-4,450m)의 고고도에서 레이다를 이용하여 M47 네이팜탄과 E-46 집속탄을 투하했다.
전쟁 1년 후 미국 육군 항공대가 발간한 전략폭격분석보고서에서는 이 폭격으로 고후 시가지의 79%가 완전히 파괴되었으며, 사망자는 740명, 부상자는 1,248명, 실종자는 35명으로 집계하였다. 또한 가옥 파괴로 나온 실향민이 18,094명이라 분석했다.

## 같이 보기
- 제2차 세계 대전 기간의 전략폭격

## 서지
- Kenneth P. Werrell (1996년). 《Blankets of Fire》. Smithsonian Institution Press. ISBN 1-56098-665-4.
- F. J. Bradley (1999년). 《No Strategic Targets Left. Contribution of Major Fire Raids Toward Ending WWII》. Turner Publishing. ISBN 1-56311-483-6.
- Kit C. Carter (1975년). 《The Army Air Forces in World War II: Combat Chronology, 1941-1945》. DIANE Publishing. ISBN 1-4289-1543-5.
- Conrad C. Crane (1994년). 《The Cigar that brought the Fire Wind: Curtis LeMay and the Strategic Bombing of Japan》. JGSDF-U.S. Army Military History Exchange. ASIN B0006PGEIQ.
- Richard B. Frank (2001년). 《Downfall: The End of the Imperial Japanese Empire》. Penguin. ISBN 0-14-100146-1.
- A. C. Grayling (2007년). 《Among the Dead Cities: The History and Moral Legacy of the WWII Bombing of Civilians in Germany and Japan》. Walker Publishing Company Inc. ISBN 0-8027-1565-6.
- Edwin P. Hoyt (2000년). 《Inferno: The Fire Bombing of Japan, March 9 – August 15, 1945》. Madison Books. ISBN 1-56833-149-5.
- Bernard C. Nalty (1999년). 《War in the Pacific: Pearl Harbor to Tokyo Bay》. University of Oklahoma Press. ISBN 0-8061-3199-3.
- Donald H. Shannon (1976년). 《United States air strategy and doctrine as employed in the strategic bombing of Japan》. U.S. Air University, Air War College. ASIN B0006WCQ86.
- Dennis Wainstock (1996년). 《The Decision to Drop the Atomic Bomb》. Greenwood Publishing Group. ISBN 0-275-95475-7.